# Anolis occultus
Anolis occultus — вид невеликих деревних анолісів, ендемічних для Пуерто-Рико та переважно мешкаючих у Центральній Кордильєрі від хребта Сьєрра-де-Кайє на південному сході до центрально-західних хребтів Марікао. Ящірка A. occultus, переважно сіра або оливково-коричнева, є найменшою з пуерториканських анолісів з довжиною від морди до отвору 34–42 мм. A. occultus є надзвичайно загадковим завдяки своїй унікальній поведінці уві сні та плямистому малюнку. Поведінка уві сні, включаючи вибір місця, мінімізує ймовірність зустрічі з хижаком разом із великим списком антихижачої поведінки A. occultus.